# Аль-Манатера
Аль-Манатера — округа мухафази Наджаф, Ірак.
Район включає в себе низку житлових кварталів, серед них: аль-Загра, аль-Аскарія, аш-Шугадаа, аль-Джамія, аль-Джамгурія, Аль-Хурнак та інші, а також вілаєт(область) аль-Манатери, де знаходяться численні різні торгові ринки.
| Ірак | Це незавершена стаття з географії Іраку. Ви можете допомогти проєкту, виправивши або дописавши її. |